# Questo sono io (Finley)
Questo sono io è il terzo singolo ad essere estratto dall'album Adrenalina, del gruppo milanese dei Finley, pubblicato nel 2007.

## Tracce
1. Questo sono io

## Formazione
- Marco "Pedro" Pedretti - voce
- Carmine "Ka" Ruggiero - chitarra, voce
- Stefano "Ste" Mantegazza - basso, voce
- Danilo "Dani" Calvio - batteria, voce